# Rättegångshinder
Rättegångshinder eller processhinder är i Sverige en omständighet som innebär att en domstol ska avvisa en väckt talan utan att pröva den i sak.
Rättegångshindren hänför sig i stort sett till brister som avser själva talan, domstolen, parterna eller den sak som målet handlar om.
Rättegångshinder kan delas in i fyra olika kategorier:
1. Domstolen är inte behörig att ta upp målet (se forum)
2. Saken eller gärningen har redan prövats eller prövas redan (se litispendens och res judicata)
3. Parterna är inte behöriga att väcka talan (se partshabilitet och talerätt)
4. Talan har väckts på fel sätt (se stämningsansökan)

## Dispositiva och tvingande rättegångshinder
Vissa rättegångshinder är tvingande och kan inte avhjälpas medan andra är dispositiva och kan avhjälpas under processens gång. I princip ska domstolen självmant behandla frågan om tvingande rättegångshinder, men för att de dispositiva rättegångshindren ska inträda krävs det att en part påtalar att rättegångshinder föreligger. Om parterna till exempel avtalat om skiljeförfarande vid tvister så utgör det ett dispositivt rättegångshinder, och då krävs att någon av dem åberopar hindret under den inledande skriftväxlingen för att domstolen ska avvisa målet. Om en sådan invändning inte görs i tid går rätten att åberopa dispositiva rättegångshinder förlorad.
Om en domstol prövar en sak trots att det föreligger tvingande rättegångshinder så utgör det ett grovt rättegångsfel och målet kan då behöva tas om. En part kan då vända sig till en överrätt och begära återförvisning av målet för ny prövning, eller begära resning i efterhand genom så kallad klagan över domvilla.